# (N)Utopia
Albums de Graveworm
Engraved In Black
(2003) Collateral Defect
(2007)
(N)Utopia est le cinquième album studio du groupe de black metal symphonique germano-italien Graveworm.
Le titre de la version Digipak, Losing My Religion, est une reprise du groupe R.E.M..
Dans cet album, les genres sont un peu mélangés: en effet, on retrouve des riffs de death metal, les nappes de clavier appartiennent sur certains titres plus au metal gothique qu'au black metal symphonique et la basse sonne aussi certaines fois Doom metal. On peut aussi noter le fait que la voix death metal est davantage mise en avant par rapport aux précédents albums du groupe.
L'album est sorti le 5 avril 2005 sous le label Nuclear Blast Records.

## Musiciens
- Stefan Fiori - Chant
- Lukas Flarer - Guitare
- Eric Righi - Guitare
- Harry Klenk - Basse
- Sabine Meir - Claviers
- Moritz Neuner - Batterie

## Liste des morceaux
1. The Machine – 4:39
2. (N)utopia – 4:13
3. Hateful Design – 4:01
4. Never Enough – 4:12
5. Timeless – 4:36
6. Which Way – 5:32
7. Deep Inside (titre instrumental) – 2:16
8. Outside Down – 4:47
9. MCMXCII – 4:35
10. Losing My Religion (reprise de R.E.M.) (titre supplémentaire de la version Digipak) – 4:24